# Zeppelin Baumaschinen
Die Zeppelin Baumaschinen GmbH mit Sitz in Garching bei München gehört zur Holding Zeppelin GmbH. Zentraler Geschäftsbereich des Unternehmens ist der Handel, Vertrieb sowie Service für und Wartung von neuen und gebrauchten Baumaschinen, Motoren und Aggregaten sowie jeweiliger Anbauteile, Komponenten und Ersatzteilen der Marke Caterpillar Inc. in Deutschland und Österreich. Darüber hinaus entwickelt, erstellt und vertreibt das Unternehmen IT-Dienstleistungen und Softwarelösungen zur Unterstützung der zuvor genannten Leistungen.

## Geschichte

### Die Anfänge des Luftschiffbaus
Der Ursprung der Zeppelin Baumaschinen GmbH geht auf den Luftschiffbau des Ferdinand Graf von Zeppelin (1838–1917) zurück. Die starren Luftschiffe des Grafen wurden in den ersten Jahrzehnten des 20. Jahrhunderts sowohl zur Personenbeförderung als auch militärisch eingesetzt. Mit dem Unglück von Lakehurst 1937, als das Luftschiff Hindenburg in Flammen aufging, ging die Luftschifffahrt zunächst zu Ende. Unter den alliierten Besatzungsmächten war es ohnehin verboten, die Luftfahrtaktivitäten weiter zu verfolgen. Darum wurde 1951 die Metallwerke Friedrichshafen GmbH als Nachfolgeunternehmen der Zeppelinwerke gegründet. Man versuchte, das Know-how in der Herstellung von großen, leichten, aber hochfesten Strukturen aus Aluminium auf andere Bereiche zu übertragen, zum Beispiel auf die Herstellung von Antennen- und Richtfunkanlagen und von Silos und Apparaten für die chemische Industrie. Zusätzlich gab es einen Unternehmensbereich, der sich mit der Instandsetzung von französischen Militär-LKWs beschäftigte, die nach dem Krieg in großer Zahl vorhanden waren.

### Der Beginn der Zusammenarbeit von Zeppelin und Caterpillar
Zu Beginn der 1950er Jahre bemühte sich der US-amerikanische Land- und Baumaschinenhersteller Caterpillar, der besonders auf Maschinen mit Kettenlaufwerken spezialisiert war, sein Überseegeschäft zu erweitern. Hierfür suchte er einen neuen Partner in Deutschland, der den Vertrieb und Service der Maschinen übernehmen sollte. Die Wahl fiel auf die Metallwerke Friedrichshafen GmbH, auch aufgrund der Erfahrungen in der Instandsetzung von Kettenlaufwerken. 1954 wurde zwischen beiden Firmen ein Vertrag unterzeichnet, der bis heute das Fundament der Geschäftsbeziehungen zwischen Caterpillar und Zeppelin bildet. Innerhalb kürzester Zeit wurde in West-Deutschland und West-Berlin ein Niederlassungsnetz aufgebaut. Caterpillar verfügte schon damals über ein großes Sortiment an fortschrittlichen und zuverlässigen Maschinen. Diese waren in Deutschland im Zuge der Wiederaufbaumaßnahmen und der durch das Wirtschaftswunder stark aufstrebenden Bautätigkeit sehr gefragt. Zeppelin konzentrierte sich von Beginn an auf den Aufbau eines eigenen, umfassenden Dienstleistungs- und Servicenetzwerkes. Das erklärte Ziel war, deutschen Bauunternehmern Komplettlösungen aus einer Hand anbieten zu können. Dies umfasste nicht nur den Handel mit neuen und gebrauchten Baumaschinen, sondern auch die Wartung und Reparatur, die Versorgung mit Ersatzteilen, die Finanzierung sowie eine Projekt- und Einsatzberatung.

### Die Gründung der Zeppelin Baumaschinen GmbH
Seit den 1990er-Jahren weitet das Unternehmen seine Tätigkeit auch zunehmend außerhalb Deutschlands aus. Inzwischen vertreibt Zeppelin die Caterpillar-Produkte in Österreich, Tschechien und der Slowakei, der Ukraine sowie in den mittelasiatischen Ländern Tadschikistan, Turkmenistan, Usbekistan und Aserbaidschan. Noch Anfang der 1990er agierte das Unternehmen unter dem Namen Zeppelin Metallwerke GmbH und war unterteilt in einen Industriebereich in Friedrichshafen und einen Handelsbereich mit Sitz in Garching bei München. 1994 wurde aus dem Handels- und Servicebereich in Deutschland die Zeppelin Baumaschinen GmbH gegründet.

### Wirtschaftskrise 2008
Während der Wirtschaftskrise in den Jahren 2008 und 2009 brach der Markt für Baumaschinen in Deutschland um rund 43 Prozent ein. Auch die Zeppelin Baumaschinen GmbH blieb davon nicht verschont. Ihr Umsatz ging 2009 um 32 Prozent im Vergleich zum Vorjahr zurück (Quelle: Zeppelin Geschäftsbericht 2009, S. 46). Durch einen Solidarpakt, der zwischen der Unternehmensleitung und den Mitarbeitern geschlossen wurde, konnten jedoch fast alle Angestellten im Unternehmen gehalten werden. Hierfür nahmen die Beschäftigten freiwillig Gehaltskürzungen in Kauf. Durch das Halten der Belegschaft konnte der starke Nachfrageaufschwung im Jahr 2010 genutzt und ein Gesamtumsatz von 765 Mio. EUR erwirtschaftet werden (Quelle: Zeppelin Geschäftsbericht 2010, S. 44).

## Organisation
Die Zeppelin Baumaschinen GmbH ist Europas führende Vertriebs- und Serviceorganisation der Baumaschinenbranche und seit 1954 in Deutschland Vertriebs- und Servicepartner von Caterpillar Inc., dem weltgrößten Hersteller von Baumaschinen. Mit 1.941 Mitarbeitern und einem 2024 erwirtschafteten Umsatz von rund 1,19 Milliarden Euro ist die Zeppelin Baumaschinen GmbH die größte Gesellschaft des Zeppelin Konzerns. Zum Produktprogramm zählen neue und gebrauchte Caterpillar Baumaschinen im Bereich von 1 bis 150 Tonnen Einsatzgewicht, zum Dienstleistungsspektrum gehören der Service, der bundesweit flächendeckend in 35 Niederlassungen in den sieben Vertriebs- und Servicezentren erfolgt, sowie die Beratung und die Finanzierung für die Maschinen. Die Zentrale und der juristische Sitz der Zeppelin Baumaschinen GmbH befinden sich in Garching bei München.
Die Geschäftstätigkeit der Zeppelin Baumaschinen GmbH erstreckt sich auf den Handel, Vertrieb sowie Service für und Wartung von Baumaschinen, Motoren und Aggregaten aller Art sowie jeweiliger Anbauteile, Komponenten und Ersatzteile. Ferner umfasst er Entwicklung, Erstellung und Vertrieb von IT-Dienstleistungen und Softwarelösungen zur Unterstützung der zuvor genannten Leistungen.
Für die serviceseitige Betreuung der Maschinen, Geräte und Motoren hält das Unternehmen ein zentrales Ersatzteillager sowie einen Kundendienst über Werkstätten und Außendienst in den 35 Niederlassungen bereit. Spezialwerkstätten unter anderem für Hydraulik und Motoren sowie ein zentraler Gebrauchtmaschinenpool und ein eigenes Schulungszentrum für Servicetechniker ergänzen die Infrastruktur.
Im Zuge der Umstrukturierung des Unternehmens wurden zum Juli 2023 die beiden Geschäftseinheiten Deutschland und Österreich zur Zeppelin Baumaschinen GmbH zusammengeschlossen. In Österreich erwirtschaftete das Unternehmen 2022 mit 189 Mitarbeitern 118,9 Millionen Euro Umsatz.
Eine der wesentlichen Grundlagen der Geschäftstätigkeit der Zeppelin Baumaschinen GmbH ist der Vertriebs-, Service- und Liefervertrag mit dem US-amerikanischen Investitionsgüterhersteller Caterpillar (Baumaschinen).
Das Mietgeschäft mit Baumaschinen, anfangs von der Zeppelin Baumaschinen GmbH selbst durchgeführt, wurde 2004 an die Zeppelin Rental GmbH & Co KG übertragen. Der Vertrieb und Service von Caterpillar Motoren Caterpillar wurde auf die Zeppelin Power Systems GmbH & Co. KG, Hamburg, übertragen. Beide Gesellschaften gehören ebenfalls zur Zeppelin GmbH, Friedrichshafen.[3]

### Struktur
Das Kerngeschäft der Zeppelin Baumaschinen GmbH in Deutschland und Österreich liegt heute im Handel mit neuen und gebrauchten Baumaschinen und dem entsprechenden Service. Das deutsche Niederlassungsnetz umfasst 35 Niederlassungen, das österreichische Niederlassungsnetz umfasst 5 Niederlassungen (Stand 2023), die von der Zentrale in Garching bei München gesteuert werden.

### Personalien
Seit dem Einstieg in den Baumaschinenhandel wurde der Dienstleistungsbereich stetig weiterentwickelt. Rund zehn Prozent der Mitarbeiter sind Auszubildende entweder für kaufmännische Berufe oder als Land- und Baumaschinenmechatroniker. Für die Aus- und Weiterbildung der Mitarbeiter besteht ein eigenes Ausbildungszentrum in Kaufbeuren. Vorsitzender der Geschäftsführung der Zeppelin Baumaschinen GmbH ist Holger Schulz (seit 1. August 2023), stellvertretender Vorsitzender der Geschäftsführung ist Thomas Weber (seit 1. September 2012).[4] Weitere Geschäftsführer sind Dr. Andreas Kamm und Philip Wolters (seit 1. Januar 2023).[4]

## Produkte und Dienstleistungen

### Der Vertrieb
Zeppelin vertreibt in Deutschland und Österreich insgesamt rund 150 unterschiedliche Maschinentypen – Bagger, Muldenkipper und Schürfzüge, Verdichtungs- und Straßenbaumaschinen, Lader, Dozer und Grader sowie Spezialmaschinen für die Bereiche Bau, Gewinnung und Industrie. Dazu kommen Zubehör, Anbaugeräte und Ausrüstungen für Baumaschinen und Baustellen. Caterpillar stellt Maschinen nahezu aller Gewichtsklassen her, von einer bis 6200 Tonnen Einsatzgewicht. Im Jahr 2013 übernahm das Unternehmen auch den Vertrieb und Service von Bergbaumaschinen, die von Caterpillar Global Mining LLC hergestellt werden. Somit vertreibt und wartet Zeppelin sowohl Erdbau- und Transportgeräte, als auch Maschinen für den Straßen- und Tiefbau, Maschinen, mit denen Rohstoffe abgebaut werden, sowie Maschinen, die beim Abbruch und im Recycling im Einsatz sind.

### Der Service
Die Zeppelin Baumaschinen GmbH ist die größte Serviceorganisation für Baumaschinen in Zentraleuropa. Die rund 1.600 Mitarbeiter leisten rund 1.200.00 Millionen Service-Auftragsstunden, es werden ca. 2.000.000 Ersatzteilpositionen verbaut. In den unternehmenseigenen Laboren in Garching und Prag werden über 170.000 Öl- und Kühlmittelproben analysiert. In dem Zentralen Ersatzteillager in Köln sind 70.000 Artikel verfügbar. Die Ersatzteile werden per Nachtversand verschickt, 98 % der Ersatzteile werden innerhalb von 24 Stunden ausgeliefert.
Zu den Servicedienstleistungen gehört ebenfalls Cat Certified Rebuild – ein zertifiziertes Instandsetzungsprogramm von Caterpillar, die Überholung von Komponenten (Motoren, Hydraulik, Getriebe) in eigenen Werkstätten sowie der Betrieb von Komponenten- und Reparaturzentren u. a. zur Überholung von Motoren, Hydraulikpumpen und -zylindern.
Ein weiteres Geschäftsfeld sind Dienstleistungen und Service für öffentliche Auftraggeber. Dies umfasst die Instandsetzung von Sonderfahrzeugen und Geräten, Baugruppeninstandsetzungen, Schweißzertifizierungen sowie Zulassung und Fertigung.

### Vertrieb und Service im digitalen Zeitalter
Auch die digitalen Kundenangebote wurden weiter ausgebaut. So startete im Zeppelin Cat Shop unter www.zeppelin-cat.de/shop der Online-Verkauf von kompakten Cat Baumaschinen, Anbaugeräten und Ausrüstungen. Darüber hinaus bietet Zeppelin deutschlandweit Service für Telematik aller Hersteller sowie Flottenmanagementsoftware für höhere Produktivität und Kosteneffizienz.
Zur Steigerung der Produktivität bietet Zeppelin zudem eine Vielzahl von Assistenzsystemen wie Cat Grade Assist, Cat Grade Slope Assist und Stability Assist. Zu den digitalen Technologien im Service gehört das Cat Remote Troubleshoot, das u. a. Echtzeit-Ferndiagnosen ermöglicht, und Cat Remote Flash, das u. a. die Leistungsfähigkeit der Maschinen durch neueste Softwarefunktionen und Upgrades steigert.

## Gesellschaftliche Verantwortung
Im Rahmen der Reduzierung des CO2-Fußabdrucks nehmen Unternehmen der Bauwirtschaft und der Baustoffindustrie zunehmend moderne Cat Baumaschinen mit dieselelektrischem Antrieb oder leistungsverzweigtem und stufenlosem Getriebe in Betrieb. Das System „Trolley Assist“ von Caterpillar ermöglicht die effiziente Wartungsplanung, damit dieselelektrische Cat Muldenkipper auf Langstrecken per Oberleitung betrieben werden und dadurch ihre Transportleistungen bei einem reduzierten Kraftstoffverbrauch erreichen. Zudem errichtet die Zeppelin Baumaschinen GmbH derzeit die erste treibhausgasneutrale Niederlassung und Mietstation von Zeppelin in Eschweiler (Nordrhein-Westfalen).